# Redland (Maryland)
Pour les articles homonymes, voir Redland.
Redland est une census-designated place située dans le comté de Montgomery, dans l’État du Maryland, aux États-Unis. Lors du recensement de 2020, elle comptait 18 592 habitants.